# Christi-Himmelfahrt-Kirche (Altengronau)

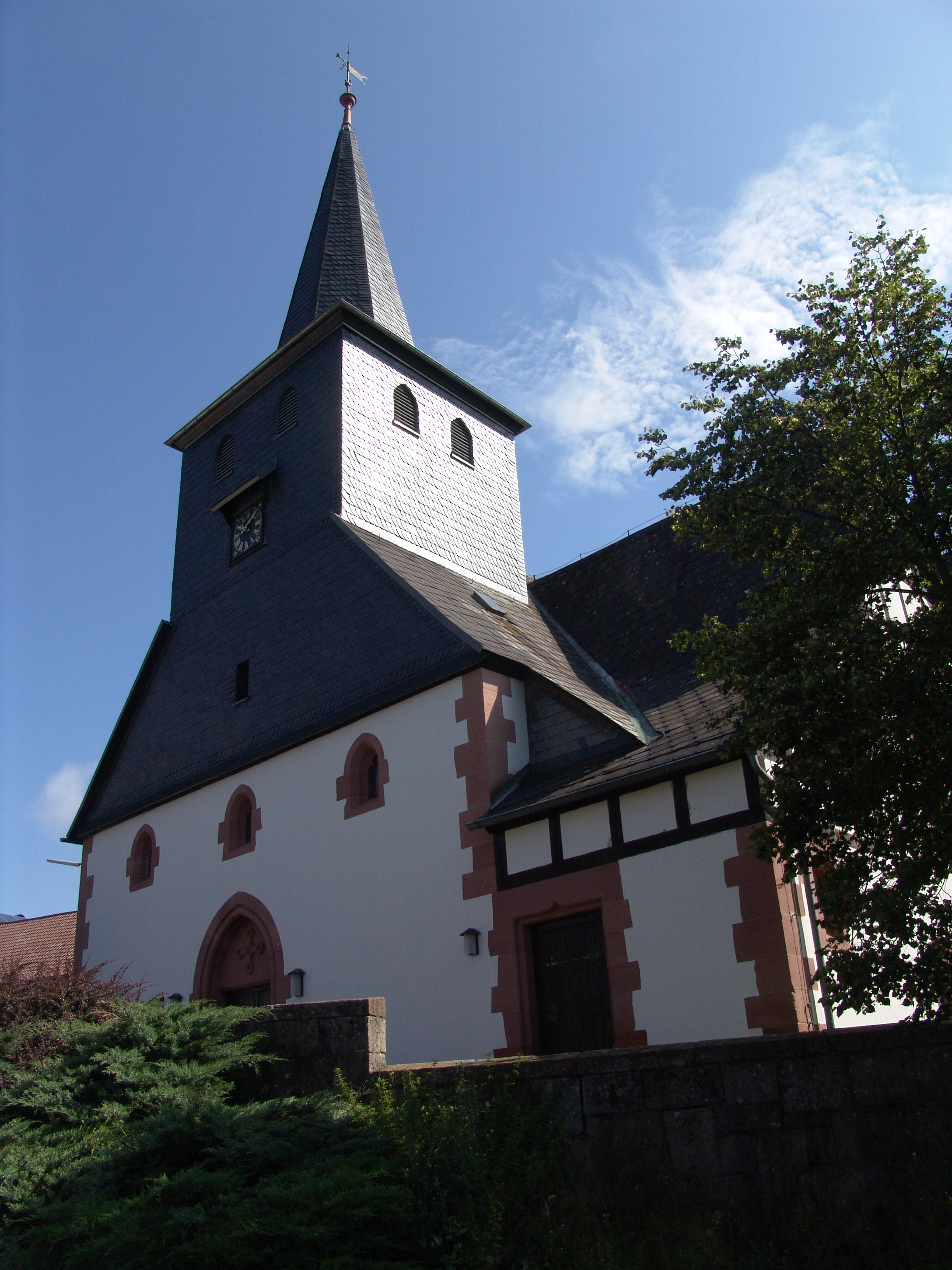
Christi-Himmelfahrt-Kirche

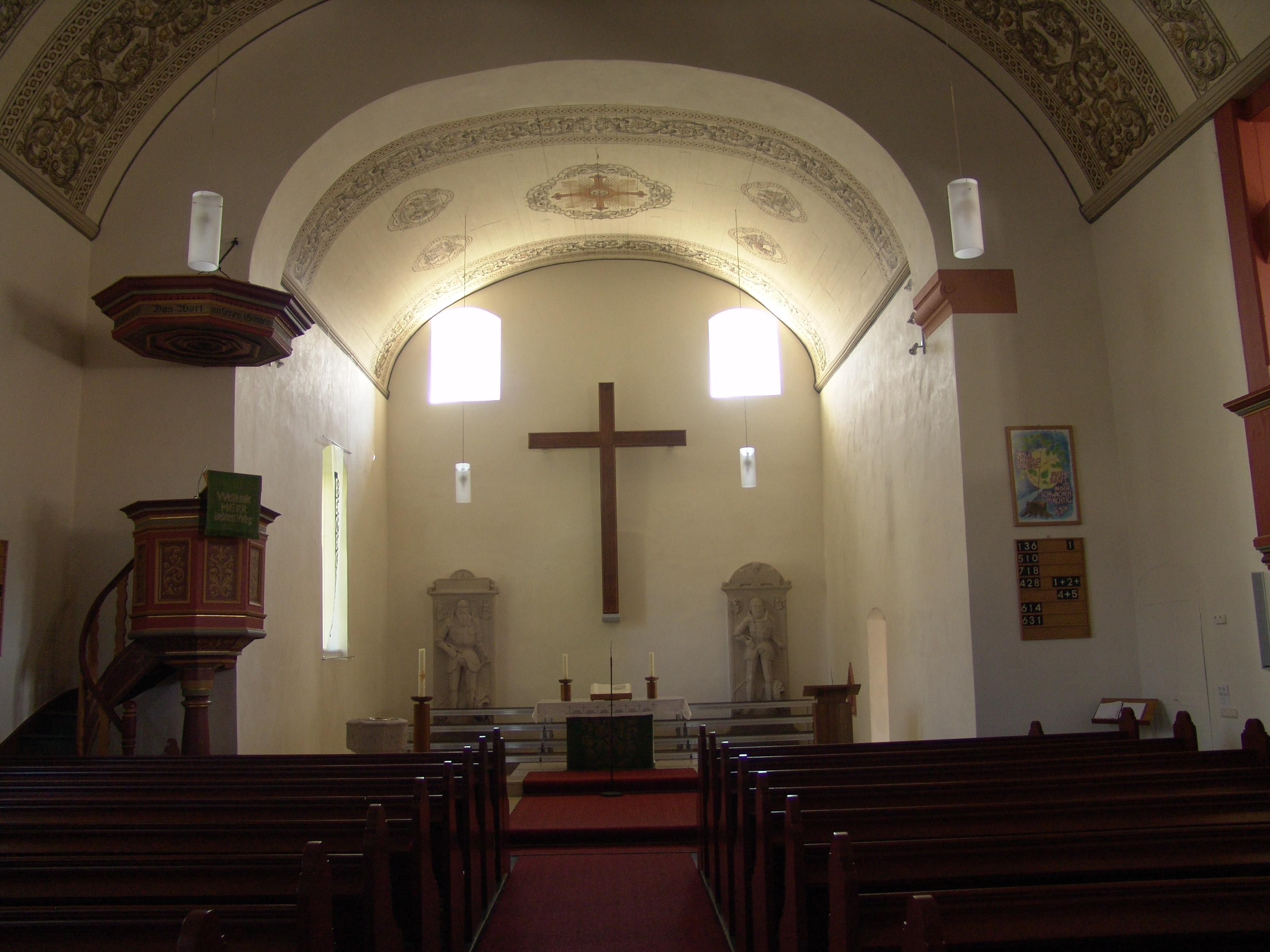
Blick auf den Altarraum

Die evangelische Christi-Himmelfahrts-Kirche ist ein ortsbildprägendes Kirchengebäude in Altengronau, einem Ortsteil der Gemeinde Sinntal im Main-Kinzig-Kreis, (Hessen). Das Gebäude steht inmitten eines ummauerten Friedhofes. Die Kirchengemeinde gehört zum Kirchenkreis Kinzigtal der Evangelischen Kirche von Kurhessen-Waldeck.

## Geschichte
Die Existenz einer Kirche in Altengronau ist für das Jahr 1167 erstmals historisch belegt. 1167 gehört die Kirche zur Pfarrei Ramholz, später zu Neuengronau (zuletzt als Filiale). Die jüngere Forschung geht davon aus, dass das Gotteshaus nicht vor dem Jahre 907 errichtet wurde. Um 1500 erfolgte ein Kirchenneubau durch Friedrich von Hutten, dem das bis dahin vorhandene Sakralgebäude weichen musste. Die Grafschaft Hanau-Münzenberg wurde im 16. Jahrhundert evangelisch und 1593 unter Graf Philipp Ludwig II. explizit reformiert. Während des Dreißigjährigen Krieges wurde die Kirche in Schutt und Asche gelegt. Eine Chronik aus dem Jahre 1663 berichtet, „… daß dieße Kirche durch daß leydige Kriegswesen also ruinirt undt verfallen, daß ohne das blose Gemäuer, sie gantz undt gar hatt müssen aufgerichtet werden …“. Einheimische und andere Spender ermöglichten den Wiederaufbau ab 1668. 1727 wurde die Kirche vergrößert. Einen neuen Turm bekam sie im Jahre 1800. 1904 wurde die Kirche bis auf den Chorraum abgerissen und neu erbaut, um die gewachsene Gemeinde zu fassen.

## Beschreibung und Architektur
Der aus dem 16. Jahrhundert stammende rechteckige Chor, der 1727 erneuert wurde, prägt die Architektur des 1904 errichteten neubarocken Saalkirchenbaus. Aus dem Vorgängergebäude sind eine Sakramentsnische und der Taufstein von 1579 erhalten. Der Bau ist durch ein Portal im spitzen Turm erschlossen. Links vom Altar befindet sich die Kanzel. Im Innenraum trägt offenes Gebälk das Holztonnengewölbe, an zwei Seiten stehen Emporen. Vor der Kirche befindet sich ein sechseckiges, überdachtes Brunnenhaus. 

## Ausstattung

### Grabplatten

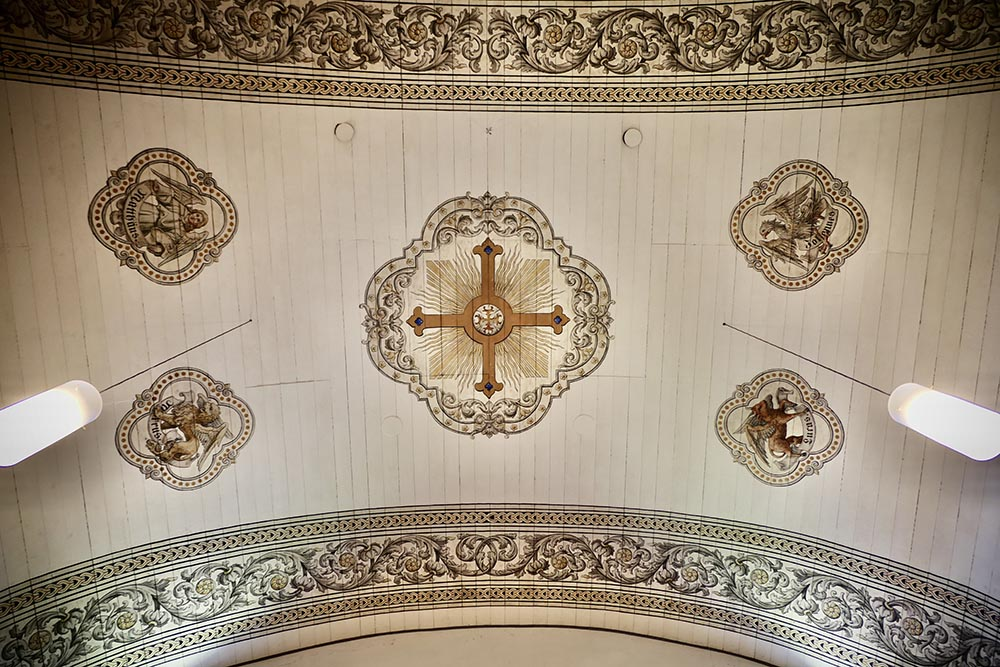
Decke des Altarraums (2024)

Die Kirche beinhaltet die Grablegen der beiden Stifter der nach ihnen benannten Linien der Hutten zu Gronau, nämlich Alexander von Hutten († 1576) und Sebastian von Hutten († 1577); zwei Bildnisgrabplatten aus weißem Sandstein sind hinter dem Altar angebracht, die die Verstorbenen als ehrwürdige Rittergestalten in voller Rüstung darstellen. Neben weiteren huttischen Grabsteinen an der Außenwand der Kirche beherbergt die Kirche das Grabmal von Sebastians Schwiegertochter Margareta Amalia von Berlichingen, welches die enge Verbindung zum Adelsgeschlecht der Herren von Berlichingen bekundet, zu deren bekanntestem Vertreter Götz von Berlichingen durch Goethes gleichnamiges Schauspiel wurde.

### Taufstein
Cyriax Eitel von Hutten († 1576) soll das in der heutigen Kirche stehende Taufbecken aus Sandstein im Andenken an seine Altvorderen gestiftet haben. Dessen Oberteil ist auf das Jahr 1579 zu datieren und kann dem Bildhauer Valentin Hep zugeschrieben werden. Der Taufstein ist genealogisch beachtenswert und in der Region einzigartig: Die Ahnenprobe der acht eingearbeiteten Geschlechterwappen gibt Aufschluss über die angeheirateten Frauen und deren Vorfahren. Folgende Adelsgeschlechter sind repräsentiert: Hutten, Boyneburg-Lengsfeld, Schleyer genannt Schlegerer, Küchenmeister zu Wächtersbach, Rückingen zu Berstadt, Gailing von Altheim und Röhrenfurth.

### Orgel

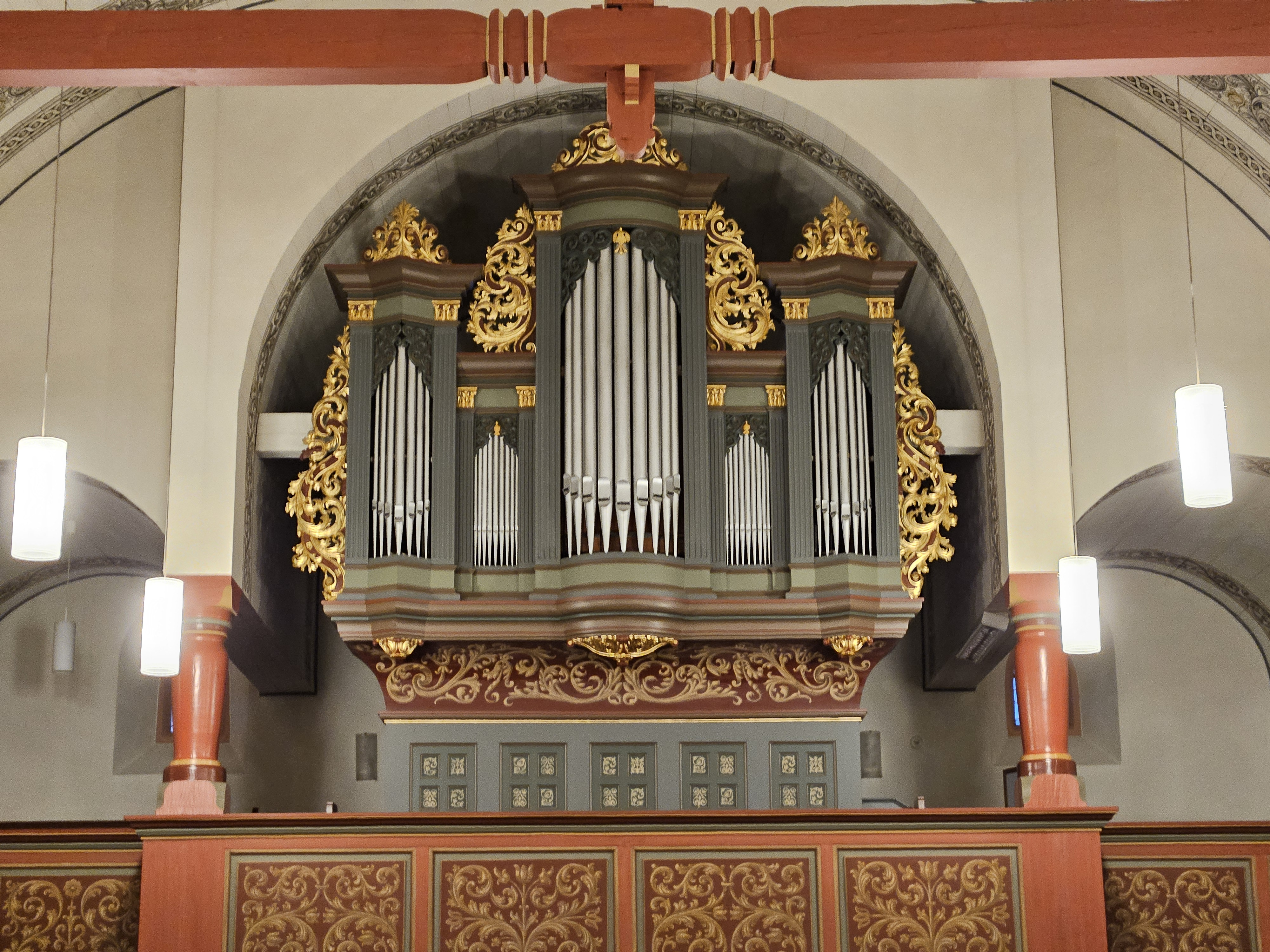
Orgel (2024)

Die Orgel geht zurück auf ein Instrument, das 1737 erbaut worden ist. Bei dem Neubau der alten Orgel im Jahr 1905 durch Wilhelm Ratzmann aus Gelnhausen konnte das barocke Gehäuse des unbekannten Orgelbauers erhalten werden. Aufgrund mancher handwerklicher Fertigungsspuren (Kreissäge- und Hobelmaschinenmarken auf der Innenseite) müsste noch genauer untersucht werden, ob das Gehäuse nicht 1905 historisierend erneuert wurde. Das Instrument wurde mit pneumatischer Traktur und Kegelladen ausgestattet. 1957 erfolgte der Einbau eines elektrischen Gebläses durch das Orgelbauunternehmen Hoffmann aus Ostheim vor der Rhön, welches die Orgel im Jahr 1963 zu ihrer heutigen Disposition im Zeitgeist des Neobarock umbaute. 1996 und 2012 wurde die Orgel nochmal grundlegend renoviert und zum Teil in ihren Ursprungszustand zurückgeführt. Das Instrument umfasst elf Register auf zwei Manualen und Pedal.
| I Hauptwerk C–f3 |           |       |
| 1.               | Principal | 8′    |
| 2.               | Hohlflöte | 8′    |
| 3.               | Oktave    | 4′    |
| 4.               | Quinte    | 2 ⁄3′ |
| 5.               | Oktave    | 2′    |
| 6.               | Mixtur IV | 1 ⁄3′ |

| II Werk C–f3 |                  |    |
| 7.           | Lieblich Gedackt | 8′ |
| 8.           | Flauto dolce     | 4′ |
| 9.           | Blockflöte       | 2′ |

| Pedal C–d1 |            |     |
| 10.        | Subbass    | 16′ |
| 11.        | Violonbass | 8′  |

- Koppeln: I/I Super, II/I, II/I Sub, I/P, II/P

## Kirchengemeinde
Im Jahr 2014 fusionierte Altengronau mit insgesamt acht Kirchengemeinden (Oberzell, Züntersbach, Altengronau, Neuengronau, Marjoß, Jossa, Sterbfritz und Breunings) zur großen Evangelischen Christusgemeinde in Sinntal und Marjoß. Das Pfarrhaus der Pfarrstelle I befindet sich in Sterbfritz. Diese befindet sich in einem Kooperationsraum mit Mottgers, Weichersbach und Schwarzenfels.